# المصانع (إب)

تعديل مصدري - تعديل

المصانع هي إحدى قرى عزلة شعب يافع بمديرية إب التابعة لمحافظة إب، بلغ تعداد سكانها 98 نسمة حسب تعداد اليمن لعام 2004.